# Fehérhasú erdeiszarka
A fehérhasú erdeiszarka (Dendrocitta leucogastra) a madarak (Aves) osztályának verébalakúak (Passeriformes) rendjébe, ezen belül a varjúfélék (Corvidae) családjába tartozó faj.

## Rendszerezése
A fajt John Gould angol ornitológus írta le 1833-ban.

## Előfordulása
India délnyugati részén, Nyugati-Ghátok területén honos. Természetes élőhelyei a szubtrópusi vagy trópusi síkvidéki és hegyi esőerdők, valamint ültetvények és másodlagos erdők. Állandó, nem vonuló faj.

## Megjelenése
Testhossza 45 centiméter.
|  |

## Természetvédelmi helyzete
Az elterjedési területe korlátozott, egyedszáma viszont stabil. A Természetvédelmi Világszövetség Vörös listáján nem fenyegetett fajként szerepel.